# Platynowa kolekcja: Moje piosenki (album Andrzeja Rybińskiego)
Platynowa kolekcja: Moje piosenki – album kompilacyjny Andrzeja Rybińskiego zawierający jego największe przeboje, wydany w 2005 roku przez Agorę jako część serii Platynowa kolekcja.

## Lista utworów
1. „Nie liczę godzin i lat” – (03:23)
2. „Pocieszanka” – (03:26)
3. „Pytania do księżyca” – (03:27)
4. „Mogłaś Małgoś” – (03:07)
5. „Od jutra już” – (03:59)
6. „Jestem nietutejszy” – (03:36)
7. „Życie prawdziwe” – (02:50)
8. „Królowa lata” – (03:31)
9. „Bądź tu” – (03:02)
10. „Kiedy lato wraca” – (03:11)
11. „Tak mnie zostawić” – (03:26)
12. „Zima tuż” – (03:07)
13. „Za każdą cenę” – (04:01)
14. „Życie z klocków Lego” – (02:56)
15. „Na dnie serca schowaj żal” – (03:12)
16. „Życie bez ciebie” – (03:18)
17. „Dżinsowy plecak” – (02:59)
18. „Czas relaksu” – (03:19)
19. „To nie byłem ja” – (03:13)
20. „K.B.M” – (03:26)